# Benjamín Mendoza y Amor Flores
Benjamín Mendoza y Amor Flores (ur. 31 marca 1935 w La Paz, zm. 2 sierpnia 2014) – boliwijski malarz surrealista, cierpiący na zaburzenia psychiczne, który 27 listopada 1970 roku usiłował zabić papieża Pawła VI podczas jego pobytu w Manili, stolicy Filipin.

## Życie
Ze stolicy Boliwii – La Paz, Mendoza wyjechał w 1962 roku. Od tamtego czasu, aż do roku 1970, mieszkał i tworzył w Argentynie, USA, Japonii, Hongkongu oraz na Filipinach.

### Zamach
27 listopada 1970 roku ok. godziny 9:30, na lotnisku w Manili, przebrany za księdza Boliwijczyk ranił Pawła VI kordzikiem w pierś w chwili, gdy ten wysiadał z samolotu, jednak rana nie była ciężka i papież zdecydował się kontynuować swoją podróż apostolską.
21 kwietnia 1971 roku Mendoza został skazany i osadzony w jednym z filipińskich więzień, jednak po pewnym czasie deportowano go do ojczyzny.
Zamachowiec tłumaczył, że próbował zabić papieża w celu uratowania ludzi od „przesądów i hipokryzji”.